# Cambridge City FC
Cambridge City FC is een Engelse voetbalclub uit Cambridge. De club werd in 1908 opgericht als Cambridge Town en nam de huidige naam in 1951 aan toen Cambridge stadsrechten kreeg. Ook buur Abbey United wilde de naam in Cambridge City veranderen maar was net te laat en veranderde naam dan in Cambridge United.
De club weigerde een uitnodiging voor de Football League in 1936 en bleef amateurvoetbal spelen. In de jaren zestig en vroege jaren 70 was City een dominante club in het regionale voetbal en had vaak 5000 toeschouwers. Maar nadat Cambridge United werd toegelaten tot de Football League verloor de club veel supporters en begin jaren 80 kwamen er nog maar zo'n 200 supporters voor een wedstrijd. De laatste jaren is dat weer gegroeid tot gemiddeld 500. Sinds de degradatie van United in 2005 uit de League was er nog maar één klasse verschil tussen beide clubs. In 2008 werd Cambridge uit de Conference gezet omdat het terrein niet aan de licentievoorwaarden voldeed en speelt nu in de Southern Premier League.

## Historie
- 1908 – Opgericht als 'Cambridge Town'
- 1936 – Weigerde uitnodiging Football League ( Ipswich Town, was ook gevraagd en trad wel toe)
- 1945-50 - Won Spartan League 3 keer in 5 seizoenen
- 1950-51 – Sloot zich aan bij Athenian League
- 1958-59 - Sloot zich aan bij Southern League South Eastern zone als professionele club
- 1962-63 - Southern League kampioen
- 1968 – Degradeerde naar Division One en werd semiprofessioneel
- 1969-70 - Southern League Division One runner-up; promotie naar Premier Division
- 1970-71 - Southern League runner-up (op basis van doelsaldo)
- 1972-73 – Opmerkelijke vriendschappelijke wedstrijd: Cambridge City 3 Borussia Dortmund 0
- 1976 – Degradeerde naar Division One North
- 1979-80 – Herstructurering League tot Southern & Midland Divisions (geen Premier); geplaatst Midland Division
- 1982-83 – Wisselde om naar Southern Division
- 1985-86 - Southern League Southern Division kampioen, promotie naar Premier Division
- 2004-05 –verkozen tot Conference in nieuw opgerichte Southern Division
- 2005-06 - Cambridge City Supporters Trust neemt het dagelijks bestuur van de club over.

## Erelijst
- Southern League: 1963
- Southern League Southern Division: 1986
- Southern League Cup: 2010
- Challenge international du Nord: 1912